# Юган Емануель Вікстрем
Юхан Емануель Вікстрем (швед. Johan Emanuel Wikström; 1789 — 1856) — шведський ботанік.

## Біографія
Юхан Емануель Вікстрем народився 1 листопада 1789 року у Венерсборзі, Швеція.
У 1806 році вступив на юридичний відділ Уппсальського університету. Вікстрем декілька років працював у місцевому суді, згодом вирішив продовжити навчання та у 1815 році закінчив Уппсальський університет зі ступенем з медицини. З 1817 року Юхан Емануель — доктор медицини. З 1818 року (після смерті Улофа Сварца) до своєї смерті у 1856 році Вікстрем викладав ботаніку у Стокгольмському університеті. У 1823—1856 роках був директором Бергіанського ботанічного саду. У 1821—1842 роках Вікстрем також викаладав у Стокгольмській гімназії. У 1823 році отримав звання професора.
У 1820 році Вікстрем був обраний членом Шведської королівської академії наук, у 1821 році — членом Шведської королівської академії сільського господарства.
Юхан Емануель Вікстрем помер у Стокгольмі 4 травня 1856 року.

## Ботанічніепоніми
- Wikstroemia Schrad., 1821, nom. rej. [syn.  Gordonia J.Ellis, 1771, nom. cons.]
- Wikstroemia Spreng., 1821, nom. illeg. [syn.  Critonia P.Browne, 1756]
- Wikstroemia Endl., 1833, nom. cons.

## Окремі публікації
- Dissertatio botanica de Daphne (1820).
- Några arter af växtslägtet Rosa (1821).
- Conspectus litteraturæ botanicæ in Suecia: ab antiquissimis temporibus usque ad finem anni 1831, notis bibliographicis et biographis auctorum adjectis (1831).
- Stockholms flora, eller korrt beskrifning af de vid Stockholm i vildt tillstånd förekommande växter (1840).[6]